# Perun (motorfiets)
Perun en Vulcan zijn historische merken van motorfietsen van dezelfde producent.
De bedrijfsnaam was: Vyroba Motocyklu, F. & J. Zdarsky, Turnov, later F. Zdarsky, Vyroba Motocyklu, Podoli u. Svijan en K. Ruzicka, Mechanicke Dilny, Turnov.
Dit Tsjechische bedrijf bouwde de Perun-motorfietsen die ook onder de naam Vulcan verkocht werden. Nadat K. Ruzicka het bedrijf had overgenomen, werden er nog slechts onderdelen gefabriceerd.
De gebroeders Zdarsky bouwden al in 1904 3½pk-eencilinders en 4½pk-V-twins. Na de Eerste Wereldoorlog kwamen daar 1,4pk-clip-on-motoren bij. De productie eindigde in 1924.
Voor andere merken met de naam Vulcan, zie Vulcan (Lutterworth) en Vulcan (Welshpool).